# Lune sanglante
Lune sanglante (titre original : Blood on the Moon) est un roman noir américain écrit par James Ellroy, publié en 1984 aux États-Unis, et traduit en français en 1987.
Il s'agit du premier roman consacré au personnage de Lloyd Hopkins. Deux autres romans suivront : À cause de la nuit et La Colline aux suicidés. Ces trois romans forment : la Trilogie Lloyd Hopkins.

## Résumé
Un jeune homme, auteur de poèmes, est amoureux de l'artiste en herbe de son lycée, Kathy. Deux de ses camarades se font passer pour la jeune femme et le piègent. Ils le violent. Vingt ans plus tard, le poète est devenu un photographe. Il est aussi devenu un tueur obsessionnel. Il repère des jeunes femmes seules, pénètre leur intimité et les assassine en faisant passer leur mort pour un suicide. À chaque crime, il envoie un présent à Kathy, devenue libraire, qui ne se doute de rien...
Personne ne semble pouvoir stopper ce tueur compulsif, sauf Lloyd Hopkins. Surnommé par ses collègues Lloyd le dingue, Hopkins est doté d'une intelligence remarquable et d'une intuition à la limite du surnaturel. Il est obsédé par le crime, le sexe et la nuit. Marié et père de trois fillettes, il accumule les aventures avec les femmes qui croisent sa route... Il tombe un jour par hasard sur un des meurtres du poète, mais là où les autres ne voient qu'un suicide, il devine la piste d'une démence plus grave.

## Commentaire
Chef-d'œuvre de la littérature noire, ce roman est l'un des premiers à utiliser l'idée de narrer en parallèle l'itinéraire du tueur et du policier. Auteur profondément américain, Ellroy connaît l'envers de Los Angeles et du rêve américain sur le bout des doigts. il crée ici un personnage de flic hanté par le sexe, la mort, la drogue, la lutte du bien contre le mal qui a marqué tout une génération d'écrivains. Jean-Patrick Manchette, impressionné par le roman, trouva qu'en termes balistiques il avait une "formidable puissance d'arrêt". 

## Filmographie
Un film a été tiré de ce roman : Cop (1988) réalisé par James B. Harris, avec James Woods, Lesley Ann Warren, Charles Durning.